# L'arbre del penjat
L'arbre del penjat (títol original en anglès: The Hanging Tree) és una pel·lícula estatunidenca dirigida per Delmer Daves, estrenada el 1959. Ha estat doblada al català.

## Argument[2]
Tot just acabat d'instal·lar en un camp de buscadors d'or, el doctor Joseph Trail salva dels seus perseguidors un jove lladre de pepites ferit. L'utilitza llavors pel seu servei, garantint-li en canvi l'anonimat. Però sembla tenir també un pesat secret. Al seu gabinet, el doctor Trail enllaça les consultes amb una benevolència que força l'admiració dels seus pacients. Un dia, la diligència és atacada. Una jove, única supervivent, sembla haver escapat a la massacre. Els vilatans es mobilitzen per trobar-la.

## Repartiment
- Gary Cooper: Dr. Joseph "Doc" Trail
- Maria Schell: Elizabeth Mahler
- Karl Malden: Frenchy Plante
- George C. Scott: Dr. George Grubb
- Karl Swenson: Tom Flaunce
- Virginia Gregg: Edna Flaunce
- John Dierkes: Society Red
- King Donovan: Wonder
- Ben Piazza: Roger Rune, Frail's Bond Servant

## Al voltant de la pel·lícula
- La novel·la homònima constituïa una poderosa tela de fons per a L'arbre del penjat , western fosc, proper al romanticisme de les novel·les angleses del segle xix, que sobreimpressionava el tema de la memòria, de la reflexió, al de l'educació.[3]
- Quan Delmer Daves es va posar malalt, Karl Malden va rodar algunes escenes per acabar el film.[4]

## Premis i nominacions
Nominacions
- 1960: Oscar a la millor cançó original per Jerry Livingston i Mack David amb "The Hanging Tree"